# VIVA UK & Ireland
Viva UK & Ireland war ein Ableger des deutschen Senders VIVA Deutschland, der am 26. Oktober 2009 alle Frequenzen des britischen Ablegers des Musiksenders The Music Factory übernommen hat.
Viacom betreibt im Vereinigten Königreich sowie Irland neben VIVA noch zahlreiche MTV-Ableger und VH1.
Seit dem 28. März 2013 ist VIVA UK & Ireland über Astra 2A (28,2° Ost) frei empfangbar. Damit steht er nun in Konkurrenz zu einem Dutzend frei empfangbarer Musiksender auf dieser Position.
Am 8. Oktober 2014 wurde bekannt, dass Viacom VIVA UK & Ireland auf der landesweiten DVB-T-Plattform Freeview größtenteils durch Spike ersetzen will. Über die Satellitenplattform Freesat soll Viva allerdings weiterhin 24 Stunden am Tag senden. Seit April 2015 sendet Viva über DVB-T nur noch von 9 bis 11 Uhr morgens; in der restlichen Zeit sendet seitdem Spike. Die bislang gesendeten Reality-Sendungen nahm Viva danach aus dem Programm und sendet nun ausschließlich Musikvideos.
Am 31. Januar 2018 wurde der Sender eingestellt und soll zum 1. März 2018 durch den neuen Sender MTV OMG ersetzt werden.

## Programm
Viva UK & Ireland sendet Musikvideos am Stück, nur unterbrochen von Werbung und Teleshopping. Die Musikvideos von VIVA werden in verschiedene Themen eingeteilt, so z. B. die Top 5 eines bestimmten Künstlers, die besten Liebeslieder oder die Charts im Vereinigten Königreich. Gelegentlich stellen auch Prominente ihre Lieblingstitel vor. Viele Sendungen sind moderiert und als Topliste angelegt.